# Alfeios
Alfeiós eller Alpheios ( græsk: Ἀλφειός, Latin Alpheus) er hovedstrømmen i Alpheios-dalens flodsystem, der stammer fra nordskråningerne af bjerget Taygetus, beliggende i centrum af Peloponnes i Grækenland, og løber mod nordvest til området i nærheden af Olympia, hvor den drejer mod vest, og efter at være blevet stoppet af Flokas-dæmningen, et vandkraftværk, munder den ud i Kyparissia-bugten i Det Joniske Hav syd for Pyrgos.

## Udspring
Flere konkurrerende landsbyer hævder at være hjemsted til "kilden" til Alfeiós, men de er ikke geologisk stabile, men skifter hyppigt i historien. I karst terræn, som Peloponnes, er befolkningen meget opmærksom på, at floder kan løbe under jorden i et stykke tid. Således har "kilden" til Alpheios altid været genstand for debat og litterære fantasier, nogle vilde efter moderne geologiske standarder. Senest er der blevet gjort forsøg på at forbinde Alpheios gennem underjordiske kanaler til regionen "40 floder" på højplateauet i det centrale Arkadien (omkring Tegea og Mantineia).

## Brunkul
Den øvre del af floden er ødelagt af udvinding af brunkul. I 1969 åbnede Megalopoli-kraftselskabet et brunkulsbrændende anlæg nord for byen på højre bred af Alfeios og afsluttede to anlæg i 1970 og et i 1975. For at få brunkul nok begyndte de at udvinde området vest for byen, arbejdede minen mod syd og derefter østpå. Afgravning fjernede i det væsentlige mange meter af bakken. Områder, der var så fladtrykte, blev derefter beplantet med græs. I dag er den oprindelige mine græsklædt, men den sydlige del er åben over et groft rektangel på 1,3 km N–S og 3,4 km Ø–V eller 4,4 km2. På trods af de originale ingeniørmæssige rapporter om, hvor lidt jord der ville blive forbrugt, som stadig er ved at blive offentliggjort, er det åbne areal omkring 2,5% af det samlede dalareal, uden en ende på udvidelsen i sigte. De vigtigste forurenende stoffer er gasserne. Hvide faner fra anlæggene er blevet et kendetegn i Arcadia-landskabet. Under ugunstige meteorologiske forhold hænger en uigennemsigtig smog over dalen.
Alfeios' forløb omkring mineområdet er det naturlige omkring bakkens fod. Minedrift begyndte på skråningerne og arbejdede sig ned ad bakken. Floden blev ikke omlagt, da der ikke er noget andet muligt forløb. Indtil for nylig blev floden snarere respekteret som en grænse til minen, men nu er minen skubbet ud over floden på den SV side af bakken. Når floden er fuld, optager den dele af minen, hvilket giver den udseende af en sø på kortene. Søen er dog kun en intermitterende vandpyt.

### Etaper af floden
Ved Thoknia modtager den sin højre biflod Elissonas og fortsætter nordpå mod Karytaina. Nedenfor Karytaina løber Lousios ind i Alfeios som fortsætter mod nordvest og passerer nord om Andritsaina. I nærheden af Tripotamien løber floderne Ladon og Erymanthos ud i Alfeios.Den løber derefter mod vest langs Olympia og munder ud i Det Joniske Hav syd for Pyrgos.